# 凯鲁斯
凯鲁斯是巴西圣保罗州的一个市镇。总面积235.496平方公里，总人口2603人，人口密度11.1人/平方公里。